# Donacospiza albifrons
A Donacospiza albifrons a madarak osztályának verébalakúak (Passeriformes) rendjébe és a tangarafélék (Thraupidae) családjába tartozó Donacospiza nem egyetlen faja.

## Rendszerezés
Besorolása vitatott, egyes rendszerezők a sármányfélék ( Emberizidae) családjába sorolják.

## Előfordulása
Argentína, Bolívia, Brazília, Paraguay és Uruguay területén honos. A természetes élőhelye szubtrópusi és trópusi bokrosok és gyepek, valamint lápok és mocsarak környéke.